# ルズヴィ・ホルベア

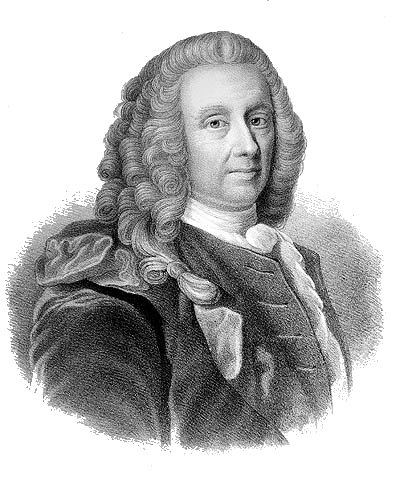
ルズヴィ・ホルベア

ルズヴィ・ホルベア（Ludvig Holberg, 1684年12月3日 - 1754年1月28日）は、ノルウェーのベルゲンで生まれた作家、エッセイスト、哲学者、歴史家、劇作家である。デンマーク＝ノルウェー時代であり、成人期のほとんどをデンマークで過ごした。彼は啓蒙時代とバロック時代の人文主義に影響された。ホルベアは、近代のデンマークとノルウェーの文学の創設者と考えられている。そして、彼は、1722年から1723年に書かれ、コペンハーゲンのLille Grønnegade Theatreで上演された喜劇できわめてよく知られている。ホルベアの自然法と一般法は、1736年から1936年の200年間、多くのデンマークの法学生に読まれていた。

## 研究と教え
ホルベアは、6人兄弟の末っ子であった。彼の父Christen Nielsen Holbergはルズヴィが1歳になる前に死んだ。彼はコペンハーゲンで教育を受けた。そして、多くの年をコペンハーゲン大学の教師であった。それと同時に彼は作家としての成功したキャリアを最初の喜劇のシリーズを書いてスタートさせた。彼はコペンハーゲンで神学を学び始めた。そして、後に法律と歴史と言語を教えた。彼は、職歴的に特に神学に興味があったわけではなく、attestats（現在でいう学士号に相当）を修め、神父として働く権利を得た。彼は学意を取得しようとはしなかったし、神学教授や聖職者や神父へのキャリアは続かなかった。ホルベアの若いころは、神学を学んだのち、その人の関心によって、たとえば、ギリシア語やラテン語、哲学、歴史に専攻を決めることが多く、法学者になるのであれば、外国で研究するのが一般的であった。1736年にコペンハーゲン大学でデンマークの法学士が設けられた。その学位は200年間与え続けられ、この間、ホルベアの書物は広く読まれた。ホルベアは、最初に無報酬で働いたのち、正式に准教授に任命された。彼は、最初、空位であった、形而上学のポストを受け入れなくてはならなかった。後に修辞学とラテン語の教授になった。最終的に、最も適任かつ生産的な歴史の教授職を与えられた。青春時代、オランダやフランスの大都市を訪れ、短期間ではあったが、ローマへ滞在し、それよりも長期間、イギリスのオックスフォード（1706年-1708年）に滞在した。オックスフォード大学への入学が正式に許可されたわけではなかったが、そこの図書館で過ごしたり、英国の学生とのラテン語の議論に参加したりした。

## 著作

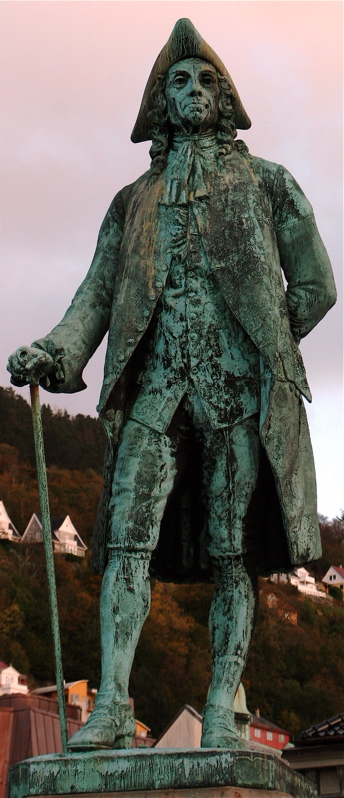
ノルウェーのベルゲンにあるホルベアの像

ホルベアの旅行は彼の後の著作に大きな刺激を与えた。この経験によって彼は芸術的、道徳的成熟を遂げた。彼は、古いラテン語喜劇と、パリで見た新しいフランス語喜劇、ローマでの街頭演劇から刺激を受けた。彼の著作は、3つの期間に分けることができる。1711年から1718年の、主に歴史について書いた時期、1719年から1731年の、主に風刺詩や舞台喜劇を書いた時期、1731年から1750年の、主に哲学を書いた時期である。コペンハーゲンに1721年に創設されたデンマーク初の国立劇場が創設されたが、第二の時期の喜劇の数々は、劇作家としての彼の役割が生みだしたものである。彼の喜劇作品は多大な成功をおさめ、今日まで、彼の名誉を飾っている。しかし、1728年のコペンハーゲン大火によがもたらした貧困は、国民を意気消沈させ、ピューリタン信仰を広めるものとなって、これがホルベアの風刺的な作品と衝突した。その結果、彼は喜劇を断念し、哲学や歴史の著作に向かうことになった。

## イデオロギー
ホルベアは、パリで、デンマークの科学者でカトリック信者のJacob Winsløwに出会った。彼はホルベアを改宗させようと試みたが、成功しなかった。ホルベアは議論を楽しんだが、それはホルベアがカトリックに改宗したという噂がコペンハーゲンで広まるきっかけになった。彼はその噂を否定する必要性を感じ、いくつかの機会において反カトリック的見解を表明した。
ホルベアは学校に関するキリスト教の教義を批判し、以下のように主張した。「子供はキリスト教徒になるまえに大人にならなくてはならない。」「もし人が神学を学ぶのであれば、その前に大人になることを学ばないと、その人は決して大人になることはないだろう」
ホルベアは人々に神聖な理性の光があることを信じていた。彼にとって教育の最初の目標とは、教科書を丸暗記することではなく、感性と知性を使うことを生徒に教えることであった。これは彼が近代的宗教観にもとづく啓蒙時代の人であることを示していた。ホルベアは、知性が社会を一緒に束ねようとすると感じていた。
ホルベアは、聖書批判にも道を開いていた。ホルベアの宗教的立場の中心は理神論である。彼は原罪の観念には批判的だったが、その代わりに自由意志の観念には賛成していた。
ホルベアは、著作家として、人々をよりよい社会へと啓蒙することを意図していた。これは、ホルベアの絵が啓蒙時代に適合していることでもある。ホルベアがより深い文化による大きな都市での生を楽しみ、小さな都市や自然に関心を寄せなかったことは注目に値する。

## 科学への影響
ホルベアの科学への概念は帰納的（観察の上に築き上げられる経験を通して）で実際的に利用されるべきであるということである。興味深い例として彼のBetænkning over den nu regierende Qvæg-Syge（流行している牛の病の覚書、1745年）において、彼はこの病気は微生物によるものだと判断している。

## ホルベアの財務

### 青年時代
ホルベアは彼の青春時代と初期成人期は質素な生活をしなくてはならなかった。彼は家庭教師としてや、貴族たちの旅仲間として生計を立て、大学の個人的なスポーツのコーチとしても働こうとした。彼は、他の国々の他の大学、すなわちプロテスタントの大学に旅する報酬からさらなる援助を受け取った。、しかし、これは彼が尊重しなかった状態だった、なぜならば、彼は議論が最も大きかった、そして、経験が最も大きかった場所を求めたからである。
彼のイギリス滞在中、ホルベアは彼の眼を学術的な著作を置き、彼が帰ってから歴史について書き始めた。後に自然法と国際法についても書いた。おそらくフーゴー・グローティウスやザミュエル・フォン・プーフェンドルフのような自然法や国際法の法律の執筆者に彼を例えた年上の教授の促進によるものである。
最も可能性のある利益を得るために、ホルベアは彼自身の作品を出版しそれらを典型的なアークの中にいる興味のある人々に定期購読として売った。ホルベアは、ノルウェーにおける出版者としてもいくつかの成功で挑戦した。そこで、彼の自然法と国際法に関する本がいくつかの版を出版したが、彼は財政的な利益は得られなかった。

### 投資
ホルベアは、質素に暮らし、副業として彼の本を売ったことによる利益の大部分を投資に使うことが出来た。そして、それら利益を貸出したり、もっと活発な冒険的な事業に投資した。彼の著作において何度か非生産的な方法で椅子を運んだり、家で働きそしてお金を贅沢に浪費する都会人や貴族を批判した。彼は合理的に食べて、運転に金をつかうことはなかった。彼は徒歩での旅行、歩き続ける理由は彼を南で苦しめたマラリアをコントロールできからである。彼が貿易より冒険的な事業に金を投資することができたという結論に達したとき、彼は不動産に投資し始めた。Havrebjergの近くのBrorupgaardでの彼の最初の大規模な不動産の購入は、段階的に起こった。最初はその時にオーナーにお金を貸して、のちに彼自身が農場を買収した。数年後、ホルベアは彼の唯一の保存されている不動産物件であるDianalundのTersløsegårdも購入した。唯一というのはベルゲンやコペンハーゲンやHavrebjergにあるその他の物件は、焼け落ちたり、解体されたりしているからである。

### Sorø Academyとホルベアの意志
ホルベアは結婚もせず、子供もいなかった。しかし彼の人生の終わりにちょっとした幸運があった。彼は遺産を残すことを興味があり、そして王立の乗馬学校であるSorø Academyに彼の財産を残した。そこでは貴族階級の若い男たちのために大学レベルの機関を作ることをゴールとしていた。ホルベアは、そのアカデミーの考えを支持し、それがどのアカデミックな提案を受けるかについて丸く収め、王の最高責任者によって幾人かの教授が学校へ参照するように頼まれた。影響力のある啓蒙作家のJens Schielderup Sneedorffがホルベアの推挙によりSorø Academy の教授に指名された。
王との合意にはホルベアが所有する農場からのいかなる収入も非課税であるというものも含まれていた。なぜなら学校への寄付の合計の方が彼の払う税金よりも大きいからである。同時に彼は、男爵の爵位を手に入れた。ホルベアの棺おけ、Johannes Wiedeweltによる作品はSorø Monastery Churchでみることが出来る。

### ホルベアの財務管理の事例
ホルベアの文通では彼は役に立たないお金と考えたところへはとても保守的であるということが見ることが出来る。例えば、彼はHavrebjergの教育者の報償を上げることに反対であった。ホルベアは良い利用で使うのであれば進んでお金が使うと何度かコメントした。たとえば、農場労働者が怪我または病気を患うならば、ホルベアは薬物などに関してお金を使うということである。
学術機関が資金調達が制限されていて、経済的に大きな困難になった時、ホルベアは彼が生きていた間はその学術機関 (Sorø Academy) 資金集めを手伝うことに合意した。

## ホルベアに対する賛辞
ノルウェー人のエドヴァルド・グリーグが「ホルベアの時代から」（作品40）という作品をホルベアを称えて作曲した。この曲は、ホルベアの時代の地方の踊りのスタイルになっている。1911年にヨハン・ハルヴォルセンがホルベアのBarselstuen（部屋で横たわる）の制作のために付随音楽をオスロで作曲した。ハルヴォルセンは、のちに彼のSuite Ancienne（作品31）にホルベアの想い出を捧げ、その音楽をアレンジした。
ノルウェーのベルゲン大学では2004年以来、『ホルベア賞』を施賞している。
カナダのブリティッシュコロンビア州のバンクーバー島の北部にはホルベアという名前の町がある。それは1907年にデンマークの移民によって作られた。
Dan Shoreのオペラで6人ソプラノによる「The Beautiful Bridegroom」はホルベアの最後の戯曲「Den forvandlede Brudgom」が基になっている。
ホルベアの像と彼にちなんで名づけられたブールバール (Holbergsallmenningen) がノルウェーのベルゲンの中心部にある。水星のクレーターに彼の名前をつけたものがある。

## 作品

### 喜劇

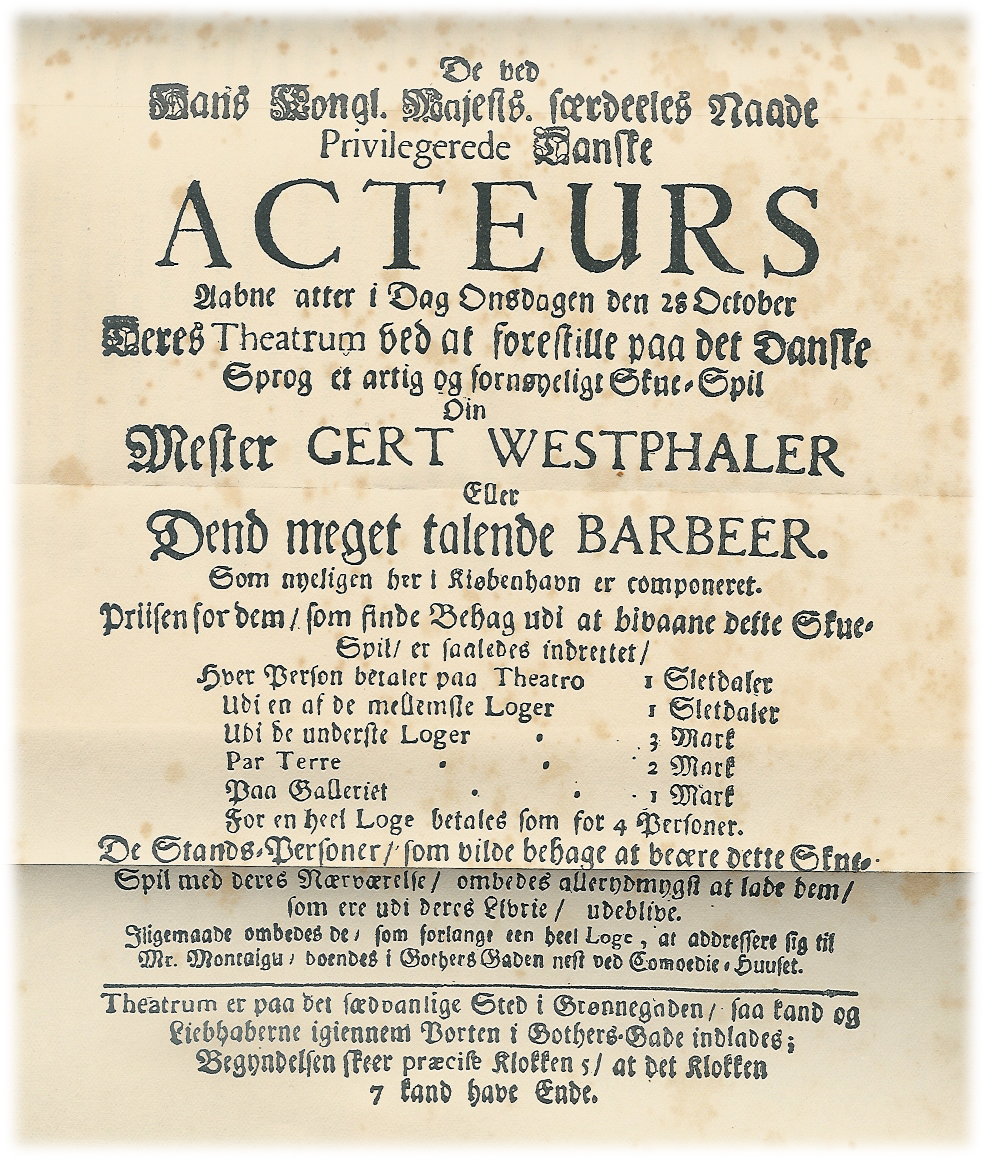
ホルベアの戯曲（Mester Gert Westphaler、1722年）の現存している最古の劇場のポスター

- Den Politiske Kandestøber, 1722
- Den Vægelsindede, 1722
- Jean de France eller Hans Frandsen, 1722
- Jeppe paa Bjerget eller den forvandlede Bonde, 1722
- Mester Gert Westphaler, 1722
- Barselstuen, 1723
- Den ellefte Junii, 1723
- Jacob von Tyboe eller den stortalende Soldat, 1723
- Ulysses von Ithacia, 1723
- Erasmus Montanus eller Rasmus Berg, 1723
- Don Ranudo de Colibrados, 1723
- Uden Hoved og Hale, 1723
- Den Stundesløse, 1723
- Hexerie eller Blind Allarm, 1723
- Melampe, 1723
- Det lykkelige Skibbrud, 1724
- Det Arabiske Pulver, 1724
- Mascarade, 1724
- Julestuen, 1724
- De Usynlige, 1724
- Diderich Menschenskraek, 1724
- Kildereisen, 1725
- Henrich og Pernille, 1724-1726
- Den pantsatte Bondedreng, 1726
- Pernilles korte Frøkenstand, 1727
- Den Danske Comoedies Liigbegængelse, 1727
- Den honette Ambition, 1731
- Den Forvandlede Brudgom, 1753
- Plutus eller Proces imellom Fattigdom og Riigdom, publ. 1753
- Husspøgelse eller Abracadabra, publ. 1753
- Philosophus udi egen Indbildning, publ. 1754
- Republiqven eller det gemeene Bedste, publ. 1754
- Sganarels Rejse til det philosophiske Land, publ. 1754

### 詩
- Peder Paars, 1720
- fire Skæmtedigte, 1722
- Metamorphosis eller Forvandlinger, 1726

### 小説

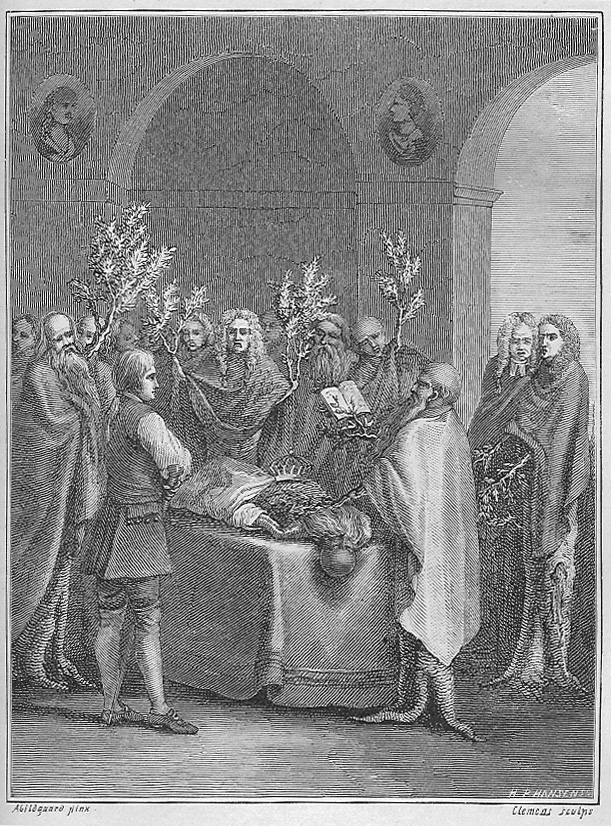
1789年のNiels Klims underjordiske Rejseの豪華版のイラスト。Nicolai Abraham Abildgaardが描いた後にJohan Frederik Clemensがエッチングしたもの

- Nicolai Klimii iter subterraneum, 1741.

### 随筆
- Moralske Tanker, 1744
- Epistler, 1748–54
- Moralske Fabler, 1751
- Tre latinske levnedsbreve, 1728–1743

### 歴史書
- Introduction til de fornemste Europæiske Rigers Historier, 1711
- Morals Kierne eller Introduction til Naturens og Folke-Rettens Kundskab, 1716
- Dannemarks og Norges Beskrivelse, 1729
- Dannemarks Riges Historie, 1732–35
- Den berømmelige Norske Handel-Stad Bergens Beskrivelse, 1737
- Almindelig Kirke-Historie, 1738
- Den jødiske Historie fra Verdens Begyndelse, fortsat til disse Tider, 1742
- Adskillige store Heltes og berømmelige Mænds sammenlignede Historier, 1739–53
- Adskillige Heltinders og navnkundige Damers sammenlignede